# Jerzy Kosinski
Jerzy Kosinski (IPA: [ˈjɛʐɨ kɔˈɕiɲskʲi]), nato Józef Lewinkopf (Łódź, 14 giugno 1933 – New York, 3 maggio 1991) è stato uno scrittore polacco naturalizzato statunitense.

## Biografia
Józef Lewinkopf nacque a Łódź, in Polonia, da una famiglia ebraica. La sua infanzia fu segnata dall'occupazione nazista nella Polonia. Grazie all'assistenza ricevuta da un sacerdote polacco e dalla popolazione locale, la famiglia Lewinkopf visse nascosta sotto falsa identità in un villaggio rurale della Polonia centrale. Jerry Kosinski fu il nuovo nome che il piccolo Józef ricevette durante gli anni trascorsi in clandestinità.
Emigrato nel 1957 negli Stati Uniti, di cui in seguito acquisì la cittadinanza, Kosinski studiò presso la New School for Social Research e la Columbia University a New York, laureandosi in Storia ed in Scienze politiche. Docente presso l'università di Princeton, ha insegnato lingua e letteratura inglese. Autore in lingua inglese, i suoi libri sono stati tradotti in tutte le maggiori lingue. 
Tra le sue opere non narrative compaiono saggi di critica letteraria e due libri sul comportamento collettivo: The Future Is Ours, Comrade (1960) e No Third Path (1962), entrambi firmati con lo pseudonimo di Joseph Novak.
L'uccello dipinto (1965) è un romanzo che generò grande ammirazione (vinse in Francia il Prix du Meilleur Livre Etranger) ma anche molte controversie. Presentandosi come le memorie di un bambino di sei anni ("ebreo o zingaro"), vittima infantile dell'Olocausto, che separato dalla famiglia vaga da solo per le campagne polacche subendo ogni sorta di abuso, l'assunto comune fu che dietro al protagonista si celasse l'autore stesso e i suoi ricordi. La maggior parte delle vicende narrate non corrisponde tuttavia in alcun modo all'esperienza che l'autore ebbe durante la guerra, trascorsa sotto falsa identità con la propria famiglia in un villaggio della Polonia. Il romanzo riflette piuttosto le sue paure e suoi incubi generati dalla clandestinità. 
Al romanzo Passi è stato assegnato il National Book Award in Fiction.Dal romanzo Presenze è stato tratto il film Oltre il giardino, per il suo adattamento cinematografico ha ottenuto il Best Screenplay of the Year Award sia dalla Writers Guild of America sia dalla British Academy of Film and Television Arts.
Appassionato cavallerizzo, sciatore e fotografo, ha compiuto lunghi e frequenti viaggi negli Stati Uniti, in Sudamerica e in Europa.
Kosinski è morto suicida a New York il 3 maggio del 1991.
Nel 2019 il regista praghese Václav Marhoul realizza da L'uccello dipinto (1965) il film omonimo The Painted Bird (in lingua ceca Nabarvené ptáče), adattandolo dopo aver acquistato i diritti nel 2012. Il film viene coprodotto da Repubblica Ceca, Polonia e Ucraina ed è il primo film recitato in lingua interslava (coniata dal 2006). Il film partecipa a numerosissimi festival internazionali, incluso quella di Venezia dove vince il premio UNICEF per i diritti dell'infanzia.

## Opere tradotte in italiano
- The Painted Bird, 1965 (L'uccello dipinto, trad. di Bruno Oddera, Longanesi, Milano, 1967; - Guanda, Parma, 1991; minimum fax, Roma, 2015)
- Steps, 1968 (Passi, trad. di Vincenzo Mantovani, Mondadori, Milano, 1969; Elliot, Roma, 2013)
- Being There, 1970 (con il titolo Presenze, trad. di Vincenzo Mantovani, Mondadori, Milano, 1973; con il titolo Oltre il giardino, trad. di Vincenzo Mantovani, Feltrinelli, Milano, 1996; minimum fax, Roma, 2014)
- The Devil Tree, 1973, 1982[5](L'albero del diavolo, trad. di Bruno Oddera, Mondadori, Milano, 1982)
- Cockpit, 1975 (Abitacolo,  trad. di Vincenzo Mantovani, Longanesi, Milano, 1982)
- Pinball, 1982 (Flipper, trad. di Pier Francesco Paolini, Sonzogno, Milano, 1984)